# كأس أوروبا الوسطى 1936
كأس أوروبا الوسطى 1936 هو الموسم 10 من  كأس أوروبا الوسطى. أقيم خلال الفترة 4 يونيو 1936 وحتى 13 سبتمبر 1936، وكان عدد الأندية المشاركة فيه  20، وفاز فيه أوستريا فيينا.

## نتائج الموسم
| المركز | فريق          | لعب | ف | ت | خ | له | عليه | ف.أ | نقاط | ملاحظة |
| ------ | ------------- | --- | - | - | - | -- | ---- | --- | ---- | ------ |
|        | أوستريا فيينا |     |   |   |   |    |      |     |      |        |